# Vista del llac George
La Vista del llac George és el tema de diverses obres de John Frederick Kensett, pintor de paisatge, de l'Escola del Riu Hudson, que progressivament va anar evolucionant vers una branca d'aquesta escola, anomenada luminisme nord-americà.

## Introducció
El Llac George era un tema anteriorment tractat diverses vegades en la pintura de paisatge estatunidenca, concretament pels pintors de l'Escola del Riu Hudson. Thomas Cole havia visitat per primera vegada aquest indret l'any 1826, interessat tant pel seu escenari pintoresc com per les seves evocacions literàries i històriques. Efectivament, els voltants d'aquest llac van ser l'escenari d'alguns episodis de la Guerra de la Independència dels Estats Units, i James Fenimore Cooper va situar part de l'acció de la seva novel·la L'últim dels mohicans. Altres pintors de l'Escola del Riu Hudson que havien representat aquest llac foren Asher Brown Durand, l'any 1860, i Jasper Francis Cropsey, l'any 1865 circa. Quan John F. Kensett va viatjar per primera vegada a aquest indret l'any 1853, va quedar molt més impressionat per la seva bellesa, que no pas per les evocacions del seu passat, i va comentar al seu oncle:
"...green hills swept boldly down to the water's edge. Twenty or thirty islands of varying size lay around...with my basket of provisions & my painting materials I spent the greater part of the day...I had some of the most delightfull and unobtrusive hours of the summer". "--("... verds turons que es succeeixen agossaradament fins a la vora de l'aigua. Vint o trenta illes de diverses mides al voltant... amb el meu cistell de provisions i els meus materials de pintura, vaig passar la major part del dia... Vaig tenir algunes de les hores més delicioses i tranquil·les de l'estiu ")--. Fruit d'aquesta experiència foren diversos esbossos, a l'oli o amb llapis, i diversos llenços acabats, sis dels quals van ésser exposats a la National Academy of Design entre 1859 i 1869. Kensett va continuar treballant sobre aquest tema fins gairebé el final de la seva vida, ja fos de memòria, o potser fruit d'un viatge d'acomiadament d'aquest lloc.

### Versió de l'any 1860, al Metropolitan Museum of Art
Oli sobre llenç; 112 x 168 cm.; any 1860; Metropolitan Museum of Art; Nova York.
Signat a la part inferior dreta: J F. [monograma]
La minúscula figura d'un nadiu nord-americà sobre una canoa és l'única concessió a la novel·la de Fenimore Cooper, Tanmateix, la población indígena feia temps que havia desaparegut d'aquest lloc. Potser Kensett enyorava l'època anterior a la Guerra Civil dels Estats Units i al desenvolupament econòmic posterior, que va incrementar el turisme a zones com aquest indret.
D'entre totes les versions realitzades per Kensett sobre el llac George, aquesta és la de mida més gran, la més reeixida, així com un bon exemple del seu estil madur. Malgrat que Kensett es va prendre força llibertats amb la topografía i en la composició de l'obra, alguns llocs específics poden ser identificats. El seu punt de vista probablement era de l'illa de Crown, a l'altre costat de Bolton, a la costa oest. El pintor va reduir notablement la distància en la representació, va eliminar algunes illes, mentre que altres les va apropar força a la riba.

#### Procedència
- Morris K. Jesup, New York, 1869–mort l'any 1908;
- La seva vídua, Maria DeWitt Jesup, New York, 1908; morta l'any 1914

### Versió del Museu Thyssen-Bornemisza
Oli sobre llenç; 55,8 x 86,4 cm.; circa 1860; Museu Thyssen-Bornemisza, Madrid.
Aquest llenç és una mostra de l'etapa tuminista de Kensett, i mostra la calidesa i la tranquil·litat d'aquest indret, amb l'única presencia d'una minúscula figura en una canoa a la llunyania, i d'uns ocells aquàtics. Tal com va notar l'any 1867 el seu contemporani, l'escriptor d'assaig Henry Theodore Tuckerman, Kensett va pintar aquest llenç «amb la mateixa minuciositat que els antics pintors flamencs».

### Versió del Museu de Brooklyn
Oli sobre llenç; 35,6 x 61,2 cm.; any 1870; Museu de Brooklyn, Nova York.
Signat part inferior dreta (les dues primeres inicials en monograma): "JF.K. '70."

Tot i que John F. Kensett és notable pels seus celatges lluminosos i per les seves aigües tranquil·les, en aquesta obra va treballar amb pinzellades curtes. Kensett aconsegueix representar els detalls topogràfics amb un sentit atmòsfèric de, amb núvols obscurs sobre l'horitzó, i amb les fulles de la tardor agitades per un fort vent.
Aquest llac, originalment anomenat pels jesuïtes, lago del Santo Sacramento era, segons va comentar Thomas Jefferson a la seva filla l'any 1791 "l'aigua més hermosa que mai he vist", i va ser un continu motiu d'inspiració per a Kensett. L'interès per reproduir amb fidelitat els detalls de la vegetació venia del pintors flamencs del segle xv, però també responia als principis del Prerafaelitisme i del teòric John Ruskin. Tant el color de les fulles de la tardor com el color gris de l'aigua que reflecteix els núvols de tempesta, segueixen aquest mateix principi.

### Versió de l'any 1872, al Metropolitan Museum of Art
Oli sobre llenç; 25,7 x 34,3 cm.; any 1872; Metropolitan Museum of Art; Nova York

#### Procedència
- El propi artista, New York (des de l'any d. 1872);
- El seu germà, Thomas Kensett, New York (1872–74)[7]